# Omignano
Omignano ist eine südwestitalienische Gemeinde mit 1643 Einwohnern (Stand 31. Dezember 2023) in der Provinz Salerno (Region Kampanien). Der Ort liegt im Westen des Nationalparks Cilento am östlichen Hang des Monte Stella. Zur Gemeinde gehören noch zwei weitere Ortschaften: Cerreta und Pirolepre. Die Nachbargemeinden sind Casal Velino, Lustra, Salento, Sessa Cilento und Stella Cilento. Omignano  ist Teil des Nationalparks Cilento und Vallo di Diano sowie der Comunità Montana Alento-Monte Stella.